# Ecilda Paullier
Ecilda Paullier ist eine Stadt in Uruguay.

## Geographie
Ecilda Paullier befindet sich auf dem Gebiet des Departamento San José in dessen Sektor 5 in der Cuchilla Pavón. Der Ort liegt im Südwesten San Josés nahe der westlich gelegenen Grenze zum Nachbardepartamento Colonia, die dort vom Arroyo Cufré gebildet wird. Unmittelbar südöstlich befindet sich der Ort Scavino. Weitere Ansiedlungen in der Nähe sind das am Río de la Plata gelegene Boca del Cufré im Südwesten, La Boyada in südöstlicher Richtung sowie im Westen Colonia Valdense und Nueva Helvecia. Wenige Kilometer südlich entspringt der zum Einzugsgebiet des Arroyo Pavón zählende Arroyo Sauce. Nördlich Ecilda Paulliers fließt der Arroyo Escudero. Die Entfernung zu Montevideo beträgt rund 100 Kilometer, bis nach Buenos Aires sind es etwa 150 Kilometer Luftlinie.

## Geschichte
Auf den 16. Mai 1883 datiert die Gründung von Ecilda Paullier, das zunächst als Santa Ecilda von europäischen Einwanderern als landwirtschaftliche Siedlung errichtet wurde. Den Gründungsvertrag mit der Regierung schloss dabei an jenem Tag der aus Frankreich stammende Federico Paullier, auf dessen Frau Ecilda Capdevilla de Paullier der Name zurückzuführen ist. Ab 1886 bewirtschafteten die Brüder Paullier von ihrer dort gelegenen Estancia "Escudero" die Gegend. Die heute noch erhaltene, als nationales Erbe (Patrimonio Nacional) klassifizierte Cabaña Paullier bildete dabei den Kern der Ansiedlung und wurde später zum Wahrzeichen Ecilda Paulliers. Bald darauf wurde auch ein Telegrafenamt vor Ort eingerichtet. Ein später durch die Paulliers gemeinsam mit Pedro Risso begonnenes Unternehmensprojekt, dass die Einfuhr von Hartholz aus Paraguay zum Gegenstand hatte, scheiterte auch durch die Revolutionswirren des Jahres 1896. In der Folge versteigerte die Banco de Londres den Grundbesitz. Nachdem infolge des Ley No. 3.748 am 6. April 1911 noch unter der Bezeichnung Santa Ecilda der Ort als Pueblo (Dorf) klassifiziert wurde, erfolgte am 17. November 1964 durch das Ley No. 13.299 die Zuerkennung der Bezeichnung Villa. Im Jahr 2012 wurde mittels Gesetzesinitiative die Ernennung zur Ciudad (Stadt) eingeleitet.

## Infrastruktur
Durch den Ort führt die Ruta 1, auf die dort an ihrem Kilometerpunkt 102 die Ruta 11 trifft.

## Einwohner
Die Einwohnerzahl von Ecilda Paullier beträgt 2.585 (Stand: 2011), davon 1.299 männliche und 1.286 weibliche.
| Jahr | Einwohner |
| ---- | --------- |
| 1963 | 1.205     |
| 1975 | 1.199     |
| 1985 | 1.822     |
| 1996 | 1.976     |
| 2004 | 2.351     |
| 2011 | 2.585     |

Quelle: Instituto Nacional de Estadística de Uruguay